# کاکاو (زاکسن-آنهالت)
کاکاو (به آلمانی: Kakau) یک منطقهٔ مسکونی در آلمان است که در ارانینباوم-وورلیتس واقع شده‌است. کاکاو ۵۸۲ نفر جمعیت دارد.